# Белтон (Міссурі)
Белтон (англ. Belton) — місто (англ. city) в США, в окрузі Кесс штату Міссурі. Населення — 23 953 особи (2020).

## Географія
Белтон розташований за координатами 38°49′7″ пн. ш. 94°31′47″ зх. д. / 38.81861° пн. ш. 94.52972° зх. д. (38.818744, -94.529589).  За даними Бюро перепису населення США в 2010 році місто мало площу 37,08 км², з яких 36,90 км² — суходіл та 0,18 км² — водойми.

## Демографія

### Перепис 2010
Згідно з переписом 2010 року, у місті мешкало 23 116 осіб у 8623 домогосподарствах у складі 6083 родин. Густота населення становила 623 особи/км².  Було 9440 помешкань (255/км²).
Расовий склад населення:
| - 85,7 % — білих - 6,0 % — чорних або афроамериканців - 0,9 % — азіатів - 0,6 % — корінних американців - 0,1 % — вихідців з тихоокеанських островів - 3,7 % — осіб інших рас |

До двох чи більше рас належало 3,1 %. Частка іспаномовних становила 8,1 % від усіх жителів.
За віковим діапазоном населення розподілялося таким чином: 28,2 % — особи молодші 18 років, 61,0 % — особи у віці 18—64 років, 10,8 % — особи у віці 65 років та старші. Медіана віку мешканця становила 33,6 року. На 100 осіб жіночої статі у місті припадало 93,7 чоловіків;  на 100 жінок у віці від 18 років та старших — 89,6 чоловіків також старших 18 років.
Середній дохід на одне домашнє господарство  становив 63 726 доларів США (медіана — 54 627), а середній дохід на одну сім'ю — 70 832 долари (медіана — 62 191). Медіана доходів становила 42 508 доларів для чоловіків та 34 824 долари для жінок. За межею бідності перебувало 14,7 % осіб, у тому числі 22,4 % дітей у віці до 18 років та 6,9 % осіб у віці 65 років та старших.
Цивільне працевлаштоване населення становило 11 014 особи. Основні галузі зайнятості: освіта, охорона здоров'я та соціальна допомога — 19,6 %, роздрібна торгівля — 12,9 %, науковці, спеціалісти, менеджери — 12,0 %.

### Перепис 2000
За даними перепису 2000 року
на території муніципалітету мешкало 21 730 людей, було 7 945 садиб та сімей.
Густота населення становила 626,1 осіб/км². З 7 945 садиб у 40,6% проживали діти до 18 років, подружніх пар, що мешкали разом, було 56%,
садиб, у яких господиня не мала чоловіка — 12,9%, садиб без сім'ї — 26,9%.
Власники 7,5% садиб мали вік, що перевищував 65 років, а в 22,3% садиб принаймні одна людина була старшою за 65 років. Кількість людей у середньому на садибу становила 2,7, а в середньому на родину 3,15.
Середній річний дохід на садибу становив 45 581 доларів США, а на родину — 51 268 доларів США. Чоловіки мали дохід 35 518 доларів, жінки — 25 542 доларів. Дохід на душу населення був 18 572 доларів. Приблизно 6,5% родин та 7,9% населення жили за межею бідності.
Медіанний вік населення становив 33 років. На кожних 100 жінок віком понад 18 років припадало 90,1 чоловіків.